# Ласк (Вайомінг)
Ласк (англ. Lusk) — місто (англ. town) в США, в окрузі Найобрара штату Вайомінг. Населення — 1541 особа (2020).

## Географія
Ласк розташований за координатами 42°45′41″ пн. ш. 104°27′30″ зх. д. / 42.76139° пн. ш. 104.45833° зх. д. (42.761253, -104.458410).  За даними Бюро перепису населення США в 2010 році місто мало площу 5,36 км², уся площа — суходіл.

### Клімат
| Клімат : Ласк                      | Клімат : Ласк | Клімат : Ласк | Клімат : Ласк | Клімат : Ласк | Клімат : Ласк | Клімат : Ласк | Клімат : Ласк | Клімат : Ласк | Клімат : Ласк | Клімат : Ласк | Клімат : Ласк | Клімат : Ласк | Клімат : Ласк |
| Показник                           | Січ.          | Лют.          | Бер.          | Квіт.         | Трав.         | Черв.         | Лип.          | Серп.         | Вер.          | Жовт.         | Лист.         | Груд.         | Рік           |
| Абсолютний максимум, °C            | 20,6          | 20,6          | 26,1          | 30,6          | 34,4          | 40,6          | 40,6          | 38,9          | 37,8          | 30,6          | 24,4          | 21,1          | 40,6          |
| Середній максимум, °C              | 0,9           | 3,5           | 7,6           | 12,6          | 18,1          | 24,3          | 28,5          | 28,1          | 22,6          | 15,5          | 6,3           | 2,1           | 14,2          |
| Середня температура, °C            | −5,6          | −3,2          | 0,7           | 5,4           | 10,7          | 16,3          | 20,0          | 19,3          | 13,8          | 7,2           | −0,6          | −4,8          | 6,7           |
| Середній мінімум, °C               | −12,2         | −9,8          | −6,3          | −1,9          | 3,3           | 8,3           | 11,5          | 10,5          | 4,9           | −1,1          | −7,4          | −11,7         | −0,9          |
| Абсолютний мінімум, °C             | −38,9         | −36,1         | −28,9         | −22,8         | −13,3         | −4,4          | 0,6           | −0,6          | −14,4         | −22,2         | −31,1         | −37,8         | −38,9         |
| Норма опадів, мм                   | 15            | 16            | 31            | 57            | 70            | 54            | 50            | 25            | 33            | 33            | 20            | 17            | 421           |
| ---------------------------------- | ------------- | ------------- | ------------- | ------------- | ------------- | ------------- | ------------- | ------------- | ------------- | ------------- | ------------- | ------------- | ------------- |
| Джерело: NOAA (normals, 1971–2000) |               |               |               |               |               |               |               |               |               |               |               |               |               |

## Демографія
Згідно з переписом 2010 року, у місті мешкало 1567 осіб у 658 домогосподарствах у складі 373 родин. Густота населення становила 292 особи/км².  Було 790 помешкань (147/км²).
Расовий склад населення:
| - 95,7 % — білих - 1,1 % — корінних американців - 0,6 % — азіатів - 0,3 % — чорних або афроамериканців |

До двох чи більше рас належало 1,9 %. Іспаномовні складали 2,5 % від усіх жителів.
За віковим діапазоном населення розподілялося таким чином: 18,3 % — особи молодші 18 років, 63,0 % — особи у віці 18—64 років, 18,7 % — особи у віці 65 років та старші. Медіана віку мешканця становила 43,5 року. На 100 осіб жіночої статі у місті припадало 73,0 чоловіків;  на 100 жінок у віці від 18 років та старших — 65,3 чоловіків також старших 18 років.
Середній дохід на одне домашнє господарство  становив 53 393 долари США (медіана — 40 000), а середній дохід на одну сім'ю — 71 267 доларів (медіана — 60 125). Медіана доходів становила 41 467 доларів для чоловіків та 30 924 долари для жінок. За межею бідності перебувало 18,7 % осіб, у тому числі 21,3 % дітей у віці до 18 років та 14,1 % осіб у віці 65 років та старших.
Цивільне працевлаштоване населення становило 735 осіб. Основні галузі зайнятості: публічна адміністрація — 25,2 %, освіта, охорона здоров'я та соціальна допомога — 17,0 %, роздрібна торгівля — 12,0 %, транспорт — 9,1 %.
За даними перепису 2000 року,
на території муніципалітету мешкало 1447 людей, було 611 садиб та 381 сімей.
Густота населення становила 278,0 осіб/км². Було 782 житлових будинків.
З 611 садиб у 27,0% проживали діти до 18 років, подружніх пар, що мешкали разом, було 50,7 %,
садиб, у яких господиня не мала чоловіка — 8,0 %, садиб без сім'ї — 37,5 %.
Власники 35,0 % садиб мали вік, що перевищував 65 років, а в 17,0 % садиб принаймні одна людина була старшою за 65 років.
Кількість людей у середньому на садибу становила 2,20, а в середньому на родину 2,84.
Середній річний дохід на садибу становив 29 760 доларів США, а на родину — 37 583 доларів США.
Чоловіки мали дохід 28 333 доларів, жінки — 17 188 доларів.
Дохід на душу населення був 15 847 доларів.
Приблизно 9,2 % родин та 14,2 % населення жили за межею бідності.
Серед них осіб до 18 років було 22,7 %, і понад 65 років — 13,1 %.
Середній вік населення становив 42 років.